# VHK Vsetín
VHK Vsetín – czeski klub hokejowy z siedzibą w Vsetínie.
Po sezonie 2006/2007 z powodu długów nie otrzymał licencji i został zdegradowany do 2. ligi.

## Sukcesy
Drużyna z Vsetína zdominowała czeską ekstraligę w latach 1995-2001, w ciągu siedmiu sezonów zdobywając sześć tytułów mistrza kraju oraz raz przegrywając w finale.
- Złoty medal mistrzostw Czech (6 razy): 1995, 1996, 1997, 1998, 1999, 2001
- Srebrny medal mistrzostw Czech (1 raz): 2000
- Trzecie miejsce w Europejskiej lidze hokejowej (1 raz): 1998
- Mistrzostwo 1. ligi: 1994

## Nazwy klubu
- SK Vsetín (1905–1906)
- BK Vsetín (1906–1933)
- Sokol Vsetín (1933–1968)
- HC Zbrojovka Vsetín (1968–1994)
- HC Dadák Vsetín (1994–1995)
- HC Petra Vsetín (1995–1998)
- HC Slovnaft Vsetín (1998–2001)
- HC Vsetín (2001–2003)
- Vsetínská hokejová a.s. (2003–2008)
- Valašský hokejový klub (od 2008)